# Leslie Godfree
Leslie Allison Godfree (né le 27 avril 1885 à Brighton ; décédé le 17 novembre 1971 à Richmond, Londres) était un joueur de tennis britannique. En 1923, il remporta le double messieurs au Tournoi de Wimbledon en compagnie de son compatriote Randolph Lycett. Leslie et son épouse Kitty, furent le seul couple marié à remporter le double mixte dans le tournoi du Grand-Chelem britannique.

## Palmarès (partiel)

### Titre en double (1)
|   | Date | Nom et lieu du tournoi       | Cat.      | ($) | Surface      | Partenaire      | Finalistes                       | Score              |
| 1 | 1923 | The Championships, Wimbledon | G. Chelem |     | Herbe (ext.) | Randolph Lycett | Eduardo Flaquer Marqués de Gomar | 6-3, 6-4, 3-6, 6-3 |

### Titre en double mixte (1)
|   | Date | Nom et lieu du tournoi       | Cat.      | ($) | Surface      | Partenaire   | Finalistes                        | Score    |
| 1 | 1926 | The Championships, Wimbledon | G. Chelem |     | Herbe (ext.) | Kitty McKane | Mary Kendall Browne Howard Kinsey | 6-3, 6-4 |

### Finales en double mixte (2)
|   | Date | Nom et lieu du tournoi       | Cat.      | ($) | Surface      | Vainqueurs                    | Partenaire       | Score         |
| - | ---- | ---------------------------- | --------- | --- | ------------ | ----------------------------- | ---------------- | ------------- |
| 1 | 1924 | The Championships, Wimbledon | G. Chelem | 0   | Herbe (ext.) | Kathleen McKane John Gilbert  | Dorothy Shepherd | 6-3, 3-6, 6-3 |
| 2 | 1927 | The Championships, Wimbledon | G. Chelem |     | Herbe (ext.) | Elizabeth Ryan Francis Hunter | Kitty McKane     | 8-6, 6-0      |